# Sylvia Pantoja
Silvia González Pantoja (Sevilla; 11 de mayo de 1969), más conocida artísticamente como Sylvia Pantoja, es una cantante y actriz española.
Desde su debut discográfico en 1987 (18 primaveras) hasta el álbum tributo a Marc Anthony de 2016 (A Marc Anthony) ha publicado un total de siete discos. En 2000 representó a España en la última edición del Festival OTI de la Canción.

## Familia
Hija de Fernando González Ángulo y de María del Carmen Pantoja Cortés (ambos fallecidos en 2016), tiene un hermano llamado Fernando Jesús y tres sobrinos, hijos de éste. Proviene de una familia de artistas, pues su abuelo materno, Antonio Pantoja Jiménez (f. el 9 de diciembre de 1977), fue un gran cantaor flamenco (apodado en primer lugar "Pipoño de Jerez", y posteriormente "Chiquetete Padre"). Es prima de los también artistas Chiquetete, Agustín Pantoja e Isabel Pantoja.

## Carrera profesional
Sylvia Pantoja se introdujo en el mundo del espectáculo siendo aún una adolescente, de la mano de su primo Chiquetete, cantando en sus actuaciones.
Despunta siendo apenas una adolescente y graba su primera canción “Un millón de sueños” con el reconocido grupo Bordón 4, estando varias semanas en los primeros puestos de las listas de radios.
A los 16 años debutó en el programa especial de Nochevieja Viva el 86 (TVE) cantando “Cuando amanezca”. Esta actuación le granjeó el éxito de la crítica e impulsó su carrera, siendo invitada a muchas galas sin tener aún disco propio.
Poco después, inició su carrera discográfica con el álbum 18 primaveras, al que siguieron Sin cadenas, Sylvia, Secreto de confesión, Con luz propia, A favor del viento y A Marc Anthony. Sus giras le han llevado a cantar en Suiza, Alemania, Italia, Yugoslavia, Japón, Angola, México y Ecuador, entre otros numerosos países.
El 28 de marzo de 1989 debutó en el Teatro Albéniz de Madrid en su faceta de actriz, interpretando un papel en la obra María de la O, de Rafael de León, bajo la dirección de Joaquín Vida.
En 1991 participó como invitada en el programa VIP Noche.
En 2000, actuó en la última edición del Festival OTI de la Canción, quedando en sexta posición con la canción "Volver al sur". También había participado, con anterioridad, en el Festival de Música MESAM (Belgrado), quedando en segundo lugar.
En 2013, fija su residencia en Ciudad de México. Allí estrenó, en marzo de 2015, la obra Carmen, Teatro y Flamenco, una adaptación flamenca de Carmen llevada al mundo del boxeo. En septiembre de 2016, sale en España el disco A Marc Anthony, grabado íntegramente en México.
En mayo de 2023 publicó el tema La Guerra Del Amor con videoclip incluido rodado en Sotogrande.

### Televisión
A lo largo de su carrera, Sylvia Pantoja ha aparecido en múltiples ocasiones en numerosos programas televisivos, tras su debut en el especial de Nochevieja "Viva el 86". Ese mismo año, apareció en el programa de TVE Entre amigos, cantando con el grupo Bordón 4.
A continuación, se detallan sus apariciones en este medio. Las últimas apariciones televisivas han estado muy vinculadas al mundo del corazón y del reality al pertenecer al clan Pantoja.
| Año         | Programa                        | Cadena TV | Rol                        |
| ----------- | ------------------------------- | --------- | -------------------------- |
| 2004        | La selva de los famoS.O.S.      | Antena 3  | Concursante - 8ª expulsada |
| 2007        | El club de Flo                  | La Sexta  | Concursante - 3ª expulsada |
| 2008 - 2009 | Se llama copla                  | Canal Sur | Jurado                     |
| 2011        | Tu cara me suena                | Antena 3  | Concursante - 4ª finalista |
| 2020        | Cantora: La herencia envenenada | Telecinco | Invitada                   |
| 2020-2023   | Deluxe                          | Telecinco | Invitada                   |
| 2020-2023   | Sálvame                         | Telecinco | Invitada                   |
| 2021        | Supervivientes                  | Telecinco | Concursante - 6ª expulsada |
| 2021        | La Última Cena                  | Telecinco | Invitada                   |
| 2025        | D Corazón                       | TVE       | Invitada                   |
| 2025        | Y ahora Sonsoles                | Antena 3  | Invitada                   |

También ha acudido en diferentes ocasiones al concurso Pasapalabra (Telecinco) como invitada, desde su primera intervención en 2003.
En 2011, participó en Antena 3 en la primera temporada de Tu cara me suena, concurso musical de imitaciones artísticas, quedando en cuarta posición. Ganó la segunda gala del programa con su imitación de Liza Minnelli y en el especial de Navidad imitó, junto con Francisco, al dúo Pimpinela.
| #  | Imitado/a                               | Canción                     |
| -- | --------------------------------------- | --------------------------- |
| 1  | Jennifer Lopez                          | "Ven a bailar"              |
| 2  | Liza Minnelli (Cabaret)                 | "Cabaret"                   |
| 3  | Shakira                                 | "Loca"                      |
| 4  | Chiquetete                              | "Esta cobardía"             |
| 5  | Marilyn Monroe (Con faldas y a lo loco) | "I wanna be loved by you"   |
| 6  | Estrellita Castro                       | "Mi jaca"                   |
| 7  | Rosario Flores                          | "Al son del tambor"         |
| 8  | Marta Sánchez                           | "Soy yo"                    |
| 9  | Donna Summer                            | "Last Dance"                |
| 10 | Cher                                    | "Dov'è l'amore"             |
| EN | Lucía Galán (Pimpinela)                 | "Olvídame y pega la vuelta" |

### Cine
En 2007 debutó en el cine con un papel secundario (Reyes) en la película Ekipo ja de Juan Antonio Muñoz.

### Prensa
Ha sido portada de Interviú en dos ocasiones (abril y diciembre de 2004) y realizó una sesión fotográfica que sirvió para el calendario de 2005 de dicha publicación.

## Discografía
| Año  | Título                       |
| ---- | ---------------------------- |
| 1987 | 18 primaveras (álbum)        |
| 1990 | Sin cadenas (álbum)          |
| 1996 | Sylvia (álbum)               |
| 2002 | Secreto de confesión (álbum) |
| 2004 | Con luz propia (álbum)       |
| 2009 | A favor del viento (álbum)   |
| 2016 | A Marc Anthony (álbum)       |
| 2021 | Vive la vida (single)        |
| 2022 | Como tú y como yo (single)   |
| 2023 | La guerra del amor (single)  |
| 2025 | Ni puta ni santa (single)    |

## Distinciones
- Miembro de Honor del Instituto Latino de la Música [ILM] (11/11/2019).[11]
- Premio Nacional de la Mujer (México, 08/03/2020).[12]
- Premio Latino de Oro a la Mejor Cantante de Pop Latino Flamenco (29/06/2021).[13]